# 1958 en sport
Cet article présente les faits marquants de l'année 1958 en sport.

## Divers
- 8 janvier : Bobby Fischer gagne le championnat américain d'échecs pour la première fois à l'âge de 14 ans.

## Athlétisme
- 6 avril : l'athlète américain Al Oerter établit un nouveau record du monde du lancer du disque à Arkansas, en lançant son engin à 61,72 m
- 22 juin : l'athlète roumaine Jolanda Balas établit un nouveau record mondial féminin de saut en hauteur, avec un bond de 1,80 m.
- 28 août : l'athlète australien Herbert Elliott bat le record du monde du 1 500 m en 3 min 36 s.

## Automobile
- Mike Hawthorn remporte le Championnat du monde de Formule 1 au volant d'une Ferrari.
- Lee Petty remporte le championnat de la série NASCAR avec un montant total de 20,600 $ (USD).

- 22 juin : les pilotes Olivier Gendebien (Bel)-Phil Hill (É.-U.), sur Ferrari, remportent les 24 heures du Mans, à la moyenne de 170,914 km/h.
- 6 juillet : le pilote automobile argentin Juan Manuel Fangio, cinq fois champion du monde, annonce sa retraite à l'âge de 47 ans.

## Baseball
- Les Yankees de New York remportent la Série mondiale face aux Braves de Milwaukee.

## Basket-ball
- Les Hawks de Saint-Louis sont champions NBA en battant en finales les Celtics de Boston 4 manches à 2.
- Mézières est champion de France.
- Création de l'Euroleague.

## Boxe
- 18 août : à Los Angeles, le boxeur américain Floyd Patterson conserve son titre de champion du monde des poids lourds, en battant son compatriote Roy Harris au 12e round.
- 4 octobre : le boxeur allemand « Bubi » Scholz devient champion du monde dans la catégorie des poids moyens, en battant le Français Charles Humez, par k.o. au 12e round.
- 10 décembre : le boxeur américain Archie Moore va au tapis quatre fois, mais reste champion du monde des lourds-légers en battant par k.o., au Forum de Montréal, le Canadien Yvon Durelle.

## Cyclisme
- 15 mai : le Français Jean Stablinski remporte le Tour d'Espagne.
- 8 juin : l'Italien Ercole Baldini remporte le Tour d'Italie.
- 20 juillet : le Luxembourgeois Charly Gaul remporte le 45e Tour de France. Il devance l'Italien Vito Favero et le Français Raphaël Géminiani. Meilleur grimpeur : Federico Bahamontes (Esp), classement par points : Jean Graczyk (Fra).
- 30 août : à Reims, l'Italien Ercole Baldini devient champion du monde cycliste chez les professionnels. Il devance les Français Louison Bobet et André Darrigade.
- 23 septembre : le coureur cycliste français Roger Rivière améliore son propre record du monde de l'heure, en parcourant 47,346 km au vélodrome du Vigorelli à Milan.

## Handball
- 30 novembre : lancement de la première édition du Championnat de Belgique masculin de handball.

## Football
- 6 février : l'avion ramenant l'équipe de Manchester United de Belgrade à Londres s'écrase à Munich. Vingt-et-un passagers, dont sept joueurs de l'équipe britannique, trouvent la mort. La veille, Manchester United avait arraché sa qualification pour les demi-finales de la Coupe d'Europe des clubs champions, après un match nul (3-3) contre l'Étoile rouge Belgrade.
- 28 mai : à Bruxelles, le Real Madrid remporte sa 3e Coupe d'Europe des clubs champions de football en battant le Milan AC.
- 24 juin : retransmission en direct par la télé française de la demi-finale de la Coupe du Monde, France-Brésil. On estime à 8 millions le nombre de Français qui assistèrent à cette rencontre. Il y avait des attroupements devant les magasins de téléviseurs à l'heure du match. Le mondial suédois est la première Coupe du Monde diffusée en Mondiovision.
- 29 juin, Coupe du monde de football en Suède : le Brésil remporte le titre de champion du monde grâce au jeune Pelé (17 ans). La France se classe à la troisième place, Just Fontaine a marqué 13 buts, record d'une phase finale, qui n'a pas encore été battu.

- Le Stade de Reims est champion de France et remporte la Coupe de France.

- - Article de fond : Coupe du monde de football 1958
  - Article détaillé : 1958 en football

## Football américain
- 28 décembre : les Colts de Baltimore sont champions de la National Football League. Article détaillé : Saison NFL 1958
- 5 août : fondation de l'Elite Football League of India.

## Gymnastique
- 13 juillet : le Russe Boris Chakline et sa compatriote Larissa Latynina remportent les concours individuels des championnats du monde de gymnastique artistique à Moscou.

## Hockey sur glace
- Les Canadiens de Montréal remportent la Coupe Stanley 1958.
- 9 mars : le Canada remporte le championnat du monde.
- Coupe Magnus : Chamonix est sacré champion de France.
- HC Davos champion de Suisse.

## Rugby à XIII
- 18 mai : à Perpignan, Villeneuve-sur-Lot remporte la Coupe de France face à Avignon 20-8.
- 25 mai : à Toulouse, Albi remporte le Championnat de France face à Carcassonne 8-6.

## Rugby à XV
- L'Angleterre remporte le Tournoi des Cinq Nations.
- Le FC Lourdes est champion de France.

## Ski alpin
- Championnats du monde à Bad Gastein (Autriche) : l'Autriche remporte 9 médailles, dont 4 d'or.

## Tennis
- 5 juillet : l'Australien Ashley Cooper bat son compatriote Neale Fraser en finale du Tournoi de Wimbledon.
- 31 décembre : à Brisbane, les États-Unis remportent le challenge-round de la Coupe Davis, en battant l'Australie, tenante du titre, par 3 victoires à 2.

## Volley-ball
- 11 septembre : à Prague, la Tchécoslovaquie s'adjuge le titre de champion d'Europe devant la Roumanie et l'URSS. Chez les dames, l'URSS l'emporte devant la Tchécoslovaquie et la Pologne.

## Naissances
- 7 janvier : Massimo Biasion, pilote automobile (rallye) italien.
- 10 janvier : Eddie Cheever, pilote automobile américain.
- 12 janvier : Mark Allen, triathlète américain.
- 24 janvier : Frank Ullrich, biathlète allemand.
- 27 janvier : Olga Zoubareva, handballeuse russe, membre de l'équipe féminine championne olympique aux Jeux de Moscou en 1980.
- 2 février : Sandy Lyle, golfeur écossais.
- 15 février : Rabah Madjer, footballeur algérien.
- 2 mars : Ian Woosnam, golfeur gallois.
- 15 mars : Giuseppe di Capua, rameur italien, champion olympique d'aviron en deux barré aux Jeux de Los Angeles en 1984 et de Séoul en 1988.
- 21 mars : 
  - Marlies Göhr, athlète allemande.
  - Marcel Pietri, judoka français, vice-champion d'Europe en 1986.
- 23 mars : Etienne De Wilde, coureur cycliste route et sur piste belge.
- 26 mars : Elio de Angelis, pilote automobile italien de Formule 1. († 15 mai 1986).
- 4 avril : Greg Foster, athlète américain.
- 8 avril : Maarten Ducrot, coureur cycliste néerlandais.
- 14 juin : Eric Heiden, patineur américain, 5 médailles d'or individuelles aux Jeux de Lake Placid en 1980, 9 titres de champion du monde en 1978 et 1979.
- 16 juin : Pierre Berbizier, joueur de rugby à XV français.
- 19 juin : Sergueï Makarov, joueur professionnel de hockey sur glace russe.
- 23 juillet : Frank Mill, footballeur allemand. († 5 août 2025).
- 25 juillet : Karl-Heinz Förster, footballeur allemand.
- 28 juillet : Terry Fox, athlète canadien.
- 30 juillet : Daley Thompson, athlète britannique.
- 18 août : Didier Auriol, pilote automobile (rallye) français.
- 28 août : Scott Hamilton, patineur artistique américain.
- 31 août : Serge Blanco, joueur de rugby à XV français.
- 6 septembre : Abdelfettah Alaoui, footballeur, puis entraîneur marocain de football.
- 12 septembre : Wilfred Benitez, boxeur américain d’origine portoricaine.
- 14 septembre : Alain Fabiani, volleyeur français.
- 2 octobre : Fulvio Zuccheri, footballeur italien. († 8 octobre 2007).
- 10 octobre : Brendan Moon, joueur de rugby à XV australien, évoluant au poste de trois quart aile, qui joua en équipe nationale de 1978 à 1986.
- 18 octobre : Thomas Hearns, boxeur américain.
- 23 octobre : Cornelia Dörr, nageuse est-allemande
- 25 octobre : Kornelia Ender, nageuse est-allemande.
- 30 octobre : Joe Delaney, joueur américain de foot. U.S., Kansas City Chiefs. († 29 juin 1983).
- 31 octobre : Jeannie Longo, cycliste française.
- 28 novembre : Don Collins, basketteur américain.
- 31 décembre : Geoff Marsh, joueur de cricket australien.

## Décès
- 6 février : Frank Swift, 44 ans, footballeur anglais. (° 26 décembre 1913).
- 17 mars : John Pius Boland, 88 ans, tennisman britannique. Double champion olympique (en simple et en double) aux Jeux d'Athènes 1896. (°16 septembre 1870)
- 19 mars : Vernon Ransford, 73 ans, joueur de cricket australien. (° 20 mars 1885).
- 11 juin : Gaston Barreau, 74 ans, joueur international de football français, puis entraîneur et sélectionneur de l'équipe de France. (° 7 décembre 1883).
- 18 juin : Douglas Jardine, 57 ans, joueur de cricket anglais, comptant 22 sélections en test cricket de 1928 à 1934. (° 23 octobre 1900).
- 3 août : Peter Collins, pilote automobile britannique, qui disputa le championnat du monde de Formule 1 de 1952 à 1958. (° 6 novembre 1931).
- 9 septembre : Charlie Macartney, 72 ans, joueur de cricket australien. (° 27 juin 1886).